# ADNP (gene)
O homeobox neuroprotetor dependente de atividade é uma proteína que em humanos é codificada pelo gene ADNP. 

## Função
O peptídeo intestinal vasoativo é um fator neuroprotetor que tem efeito estimulador no crescimento de algumas células tumorais e efeito inibitório em outras. Este gene codifica uma proteína que é regulada positivamente pelo peptídeo intestinal vasoativo e pode estar envolvida em seu efeito estimulador em certas células tumorais. A proteína codificada contém um homeobox e nove domínios de dedo de zinco, sugerindo que ela funciona como um fator de transcrição. Este gene também é regulado positivamente em tecidos proliferativos normais. Finalmente, a proteína codificada pode aumentar a viabilidade de certos tipos de células por meio da modulação da atividade de p53. Variantes de transcrição com splicing alternativo que codificam a mesma proteína foram descritas. 

## Significado clínico
Mutações no gene ADNP causam a síndrome ADNP ou síndrome de Helsmoortel-Van der Aa. 